# Широков, Гельвеций Иванович
Гельвеций Иванович Широков — советский государственный и хозяйственный деятель.

## Биография
Родился 29 мая 1925 года в г. Армавире (Краснодарский край). После окончания средней школы в январе 1943 года призван на фронт. Рядовым красноармейцем воевал в отдельных батальонах связи ПВО, стрелковых корпусах и десантных войсках.
После демобилизации поступил в Московский электротехнический институт связи, который окончил в 1954 году. По распределению работал инженером-конструктором в Молотовском (ныне Пермском) конструкторском бюро аппаратуры дальней связи Министерства радиопромышленности СССР (МРП). Прошел путь от начальника участка до директора Пермского завода аппаратуры дальней связи, работая последовательно: заместителем начальника цеха, главным технологом, заместителем главного инженера завода .
В 1972 году после окончания Института управления народным хозяйством Государственного комитета СССР по науке и технике назначается начальником 15-го Главного управления МРП, в 1974 году — заместителем министра вновь образованного Министерства промышленности средств связи СССР (МПСС). Основным направлением его деятельности была организация разработки аппаратуры для кабельных линий дальней связи.
На пенсии становиться председателем региональной общественной организации пенсионеров и инвалидов-ветеранов войны и труда центрального аппарата отрасли промышленности средств связи (ОО «Связь»).
Делегат XXIV съезда КПСС.
За разработку и создание специальных систем автоматизации производства средств дальней связи в 1981 году был удостоен звания лауреата Государственной премии СССР.
Скончался 10 марта 2014 года.